# Lenora Nemetz
Lenora Nemetz (Pittsburgh, 11 novembre 1949) è un'attrice, cantante e ballerina statunitense, nota soprattutto come interprete di musical a Broadway.
Ha recitato in numerosi musical, tra cui Cabaret (Broadway, 1966), Chicago (Broadway, 1975), Guys And Dolls (New Jersey, 1984), Show Boat (New Jersey, 1989), Follies (Brighton, 1993), Carousel (Pittsburgh, 2005) e Gypsy (Broadway, 2008).

## Filmografia

### Cinema
- Labirinto di ferro (Iron Maze), regia di Hiroaki Yoshida (1991)
- Milionario per caso (Money for Nothing), regia di Ramón Menéndez (1993)
- Ragazze contro (Whatever), regia di Susan Skoog (1998)
- Wonder Boys, regia di Curtis Hanson (2000)

### Televisione
- Camera Three - serie TV, 1 episodio (1979)
- Great Performances - serie TV, 1 episodio (1989)
- Cercate quel bambino - film TV (1991)